# 文華東方酒店集團
文華東方酒店集團（英語：Mandarin Oriental Hotel Group）是一間以香港為發展基地的國際豪華酒店連鎖集團，為怡和集團旗下成員。集團亦經營與酒店物業相連的文華東方酒店管理式住宅（Residences at Mandarin Oriental）。

## 歷史
- 1961年，以「城市酒店有限公司」之名創立，並獲得同系置地擬建「皇后酒店」之經營權[2]。
- 1963年，位於香港島遮打道的「皇后酒店」，更名為「文華酒店」開業，為此公司首間酒店。
- 1974年文華國際酒店有限公司成立，管理其香港酒店業務，及拓展成國際酒店集團，當中包括收購泰國曼谷的「東方酒店」。
- 1985年改組成為「文華東方酒店集團」
- 1987年6月8日以「文華東方國際有限公司」之名，在香港成為上市公司。
- 1995年英資的母公司因政治保險，而遷冊至百慕達，轉在紐約及新加坡上市公司。
- 1998年9月文華東方總部由中上環區遷往銅鑼灣告士打道280至282號的怡東酒店。
- 2000年4月，文華東方酒店以1.425億美元（約11億港元）全面收購The Rafael Group。The Rafael Group在世界主要地區經營六間豪華酒店，並擁有其中三間物業之主要權益﹐包括紐約The Mark、慕尼黑TheGrandHotelRafael及日內瓦的Hotel du Rhone此外﹐該集團亦管理著名的佛羅里達州TurnberryIsle Resort & Club以及位於奧地利及百慕達的兩間酒店集團並持有Turnberry Isle Resort & Club之少數權益。該集團共管理1222間酒店客房﹐當中837間屬於該集團持有權益的酒店。
- 2009年1月，文華酒店集團出售澳門文華東方酒店予澳門旅遊娛樂股份公司。
- 2010年2月文華東方酒店集團將管理位於阿聯酋首都阿布札比薩迪亞特島的一座全新豪華渡假酒店及酒店管理式住宅項目，標誌著文華東方酒店集團正式進軍中東地區
- 2013年8月19日文華東方酒店集團與深圳控股旗下深業置地簽署合作協議，將於深圳福田的「深業上城」寫字樓頂部開設酒店。該酒店建築面積約4.5萬平方米，將提供約173間豪華客房、16間套房及1間總統套房；此外，酒店亦擁有一座6個會議室及兩個宴會廳的宴會樓。預計2017至18年啟用，而文華東方將於酒店建成後負責日常營運及管理。
- 2013年10月23日文華東方酒店集團宣佈簽訂合作協議，將管理一間位於重慶市的奢華酒店—重慶文華東方酒店，預計2016年開幕。酒店提供231間房間，包括25間超大豪華套房與18間酒店式公寓，持有機構與發展商為重慶潤山置業公司，而總部設於美國的國際建築集團ARQ則負責整體設計和建築
- 2014年11月4日文華東方酒店集團宣佈簽訂合作協議，將管理一間位於泰國湄南河綜合發展項目暹罗天地，而文華東方酒店管理式住宅將分佈在其中一幢建築物的52個樓層，提供146間面積從132平方米至690平房米不等的居所，每間居所均坐擁湄南河及城市天際線的壯麗景觀。
- 2015年5月29日文華東方酒店集團與沙特阿拉伯跨國集團The Olayan Group成立各佔50%股權的合資公司，以1.3億歐元（1.48億美元）收購位於馬德里的Hotel Ritz。
- 2016年1月6日文華東方酒店集團以1.4億美元（約10.92億港元）波士頓文華酒店（Mandarin Oriental Boston）。該酒店共有148間客房，此一出價相當於每間房價值94萬5,946元，成為波士頓有史以來酒店單房價值最高紀錄。
- 2017年5月4日文華東方將接管一間在智利聖地亞哥營運中的酒店，並重新命名為Hotel Santiago。繼而將會進行第一階段大規模翻新工程，預計於2018年8月完成，同時酒店將被稱作聖地亞哥文華東方酒店，是集團首間於南美洲的酒店。
- 2018年8月1日文華東方酒店集團宣布，接管位於意大利科莫湖的度假酒店CastaDiva Resort & Spa，酒店將進行翻新工程並於2019年春天完工，工程完成後酒店將命名為科莫湖文華東方酒店。繼米蘭文華東方酒店，科莫湖文華東方酒店是集團於意大利的第二個項目，並成為集團於西歐的首間度假酒店
- 2018年10月9日文華東方酒店集團宣布，有45年歷史的銅鑼灣怡東酒店將於2019年3月31日關閉及重建，將斥資約6.5億美元（約50.7億港元），於原址重建總建築面積約6.35萬方米的綜合商業樓宇，預計重建工程需時6年，在2025年落成。
- 2021年11月10日文華東方推出全球網上購物平台Shop M.O
- 2023年12月文華東方酒店集團宣布，接管位於匈牙利布達佩斯蓋勒特酒店（GellértHotel），酒店將進行翻新工程並於2027年完工，工程完成後酒店將命名為文華東方蓋勒特（Mandarin Oriental Gellert）
- 自2025年年初起，文華東方酒店集團接管 巴黎卢特西亚酒店（Hôtel Lutetia）和阿姆斯特丹音乐学院酒店（Conservatorium Hotel）交易完成后，巴黎卢泰西亚酒店将更名为巴黎文华东方卢特西亚酒店（Mandarin Oriental Lutetia, Paris）而音乐学院酒店在经过全面升级后，将于2026 年1月更名为阿姆斯特丹文华东方音乐学院酒店（Mandarin Oriental Conservatorium, Amsterdam）

## 旗下酒店
截至2020年文華東方酒店集團在香港、曼谷、東京、馬尼拉、雅加达、澳門、新加坡、吉隆坡、三亞、廣州、北京、深圳、臺北、上海、倫敦、巴黎、慕尼黑、日內瓦、布拉格、巴賽隆納、紐約、拉斯維加斯、舊金山、華盛頓特區、邁阿密、波士頓、亞特蘭大和百慕達等城市共有34間酒店，客房數目8798間，其中13間位於亞洲、6間位於北美洲、8間位於歐洲、1間位於西亞、1間位於北非

### 管理合約

#### 亞太地區
- 香港置地文華東方酒店，客房數目109間
- 澳門文華東方酒店，客房數目213間
- 廣州文華東方酒店，客房數目287間
- 上海浦東文華東方酒店，客房數目572間
- 王府井文華東方酒店，客房數目74間
- 北京前門文華東方酒店， 42座精緻庭院套房
- 深圳文華東方酒店，客房數目190間
- 台北文華東方酒店，客房數目303間
- 苏州文华东方酒店，客房數目146間，预計2026年開業
- 馬爾代夫波利杜法魯礁文華東方酒店，预計2025年開業
- 马来西亚迪沙鲁海岸文华东方酒店，预計2026年開業

#### 大洋洲
- 檀香山文華東方酒店，客房數目125間，2020年初開業
- 墨爾本文華東方酒店，客房數目196間

位於科林斯街一棟185米高的多用途大樓中

#### 北美洲
- 亞特蘭大文華東方酒店，客房數目127間
- 拉斯維加斯文華東方酒店，客房數目392間
- 哥斯達黎加文華東方酒店，客房數目130間
- 大開曼文華東方酒店，客房數目114間
- 博卡拉頓文華東方酒店，客房數目85間
- 特克斯和凱科斯群島文華東方酒店，客房數目150間
- 舊金山文華東方酒店，客房數目158間
- 華盛頓文華東方酒店，373間優雅客房、53間寬敞套房
- 卡諾安島文華東方酒店，26間套房和12間設有三至四間睡房的別墅
- 波多黎各文华东方酒店 （Mandarin Oriental Esencia， Puerto Rico），预計2028年開業

#### 南美洲
- 墨西哥里维埃拉玛雅金奈文华东方酒店，客房數目120間，预計2028年開業

#### 歐洲、中東及北非
- 文華東方倫敦海德公園，客房數目198間
- 阿布扎比文華東方酒店，客房數目153間
- 莫斯科文華東方酒店，客房數目237間
- 多哈文華東方酒店，客房數目158間
- 杜拜文華東方酒店，客房數目257間
- 馬斯喀特文華東方酒店，客房數目150間
- 杜拜朱美拉海灘文華東方酒店，客房數目200間
- 伊斯坦堡博德魯姆文華東方酒店，客房數目130間
- 巴塞羅那文華東方酒店，客房數目120間
- 博德倫文華東方酒店，客房數目109間
- 布拉格文華東方酒店，客房數目99間
- 米蘭文華東方酒店，客房數目104間
- 馬貝拉文華東方酒店，客房數目114間
- 馬拉喀什文華東方酒店，客房數目63間
- 倫敦梅菲爾文華東方酒店，客房數目50間
- 琉森文華東方皇宮酒店，客房數目136間
- 蘇黎世薩瓦文華東方酒店
- 科威特文华东方酒店，客房數目159間
- 阿布扎比阿聯酋皇宮酒店(Emirates Palace)，客房數目394間
- 马略卡岛蓬塔内格拉文华东方酒店H10蓬塔内格拉酒店的重建和重新设计项目。翻新完成后，酒店将被命名为马略卡岛蓬塔内格拉文华东方酒店。，客房數目131间客房，包括44间套房和9间独栋别墅
- 文華東方蓋勒特酒店(Mandarin Oriental Gellert)
- 希臘科斯塔納瓦裡諾文華東方酒店
- 羅馬文華東方酒店，108間客房和套房，预計2026年開業
- 巴黎盧泰西亞文華東方酒店
- 阿姆斯特丹文华东方音乐学院酒店 (Conservatorium Hotel)
- 意大利[[威尼斯文华东方酒店 (圣克莱门特皇宫酒店)客房數目136間

### 持有業權

#### 亞太地區
- 香港文華東方酒店100%，客房數目501間
- 香港怡東酒店100%，客房數目884間
- 新加坡文華東方酒店 50%，客房數目527間
- 吉隆坡文華東方酒店 25%，客房數目632間
- 雅加達文華東方酒店 96.9%，客房數目272間
- 曼谷文華東方酒店   47.6%，客房數目374間
- 東京文華東方酒店 長期租約，客房數目178間

#### 南北美洲
- 邁阿密文華東方酒店25%，客房數目326間
- 華盛頓首都文華東方酒店100%，客房數目397間
- 紐約文華東方酒店25.1%，客房數目244間
- 波士頓文華酒店（Mandarin Oriental Boston）100%，客房數目148間
- 智利聖地亞哥文華東方酒店，長期租約，客房數目310間

#### 歐洲、中東及非洲
- 日內瓦文華東方酒店85.3%，客房數目189間
- 慕尼黑文華東方酒店100%，客房數目73間
- 文華東方倫敦海德公園酒店100%，客房數目194間
- 巴黎文華東方酒店100%，客房數目138間
- 麗思大酒店 (馬德里)49%，長期租約，客房數目178間

#### 商用建築物
- 曼谷河城購物中心（River City Shopping Complex）49%
- 港島壹號中心怡東酒店重建項目

## 未來據點
截至2012年，文華東方酒店共有14間正在計劃或興建中的據點，包括：
- 南京文華東方酒店
- 杭州文華東方酒店，位於杭州恒隆廣場
- 成都天府文华东方酒店，设有267间客房及套房，预计2028年开业
- 馬爾代夫文華東方酒店
- 阿布達比文華東方酒店
- 杜哈文華東方酒店
- 哥拉大黎加文華東方酒店
- 開曼群島文華東方酒店
- 聖基茨島文華東方酒店
- 土克凱可群島文華東方酒店
- 維也納文華東方酒店
- 开罗谢菲尔德文华东方酒店
- 墨西哥里维埃拉玛雅文华东方卡奈度假村，设有120间客房及套房及50套高级公寓，预计2028年开业

## 資料來源
1. ↑  . mandarinoriental.com.   [13 Dec 2023]. 原始内容存档于2023-12-13.
2. ↑  . 香港置地. 2014: 138.
3. ↑  . Mandarin Oriental Hotel Group. 2009  [2010-01-20]. （原始内容存档于2012-09-26）.
4. ↑  Mandarin Oriental Annual Report 2012 （页面存档备份，存于）, p18.

## 外部連結
- 官方網站 （页面存档备份，存于）